# St. Laurentius (Falkenberg (Niederbayern))

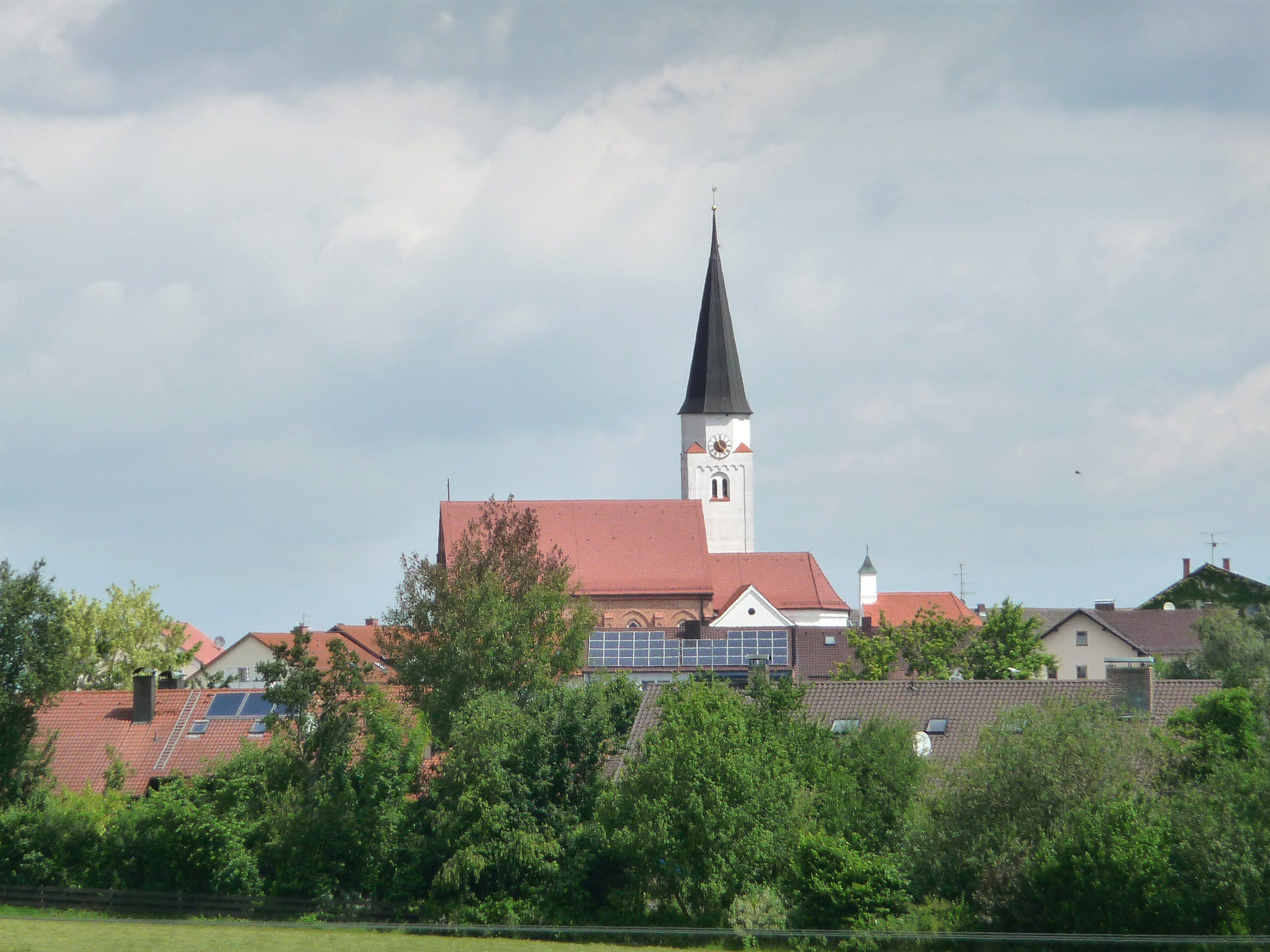
Pfarrkirche St. Laurentius in Falkenberg

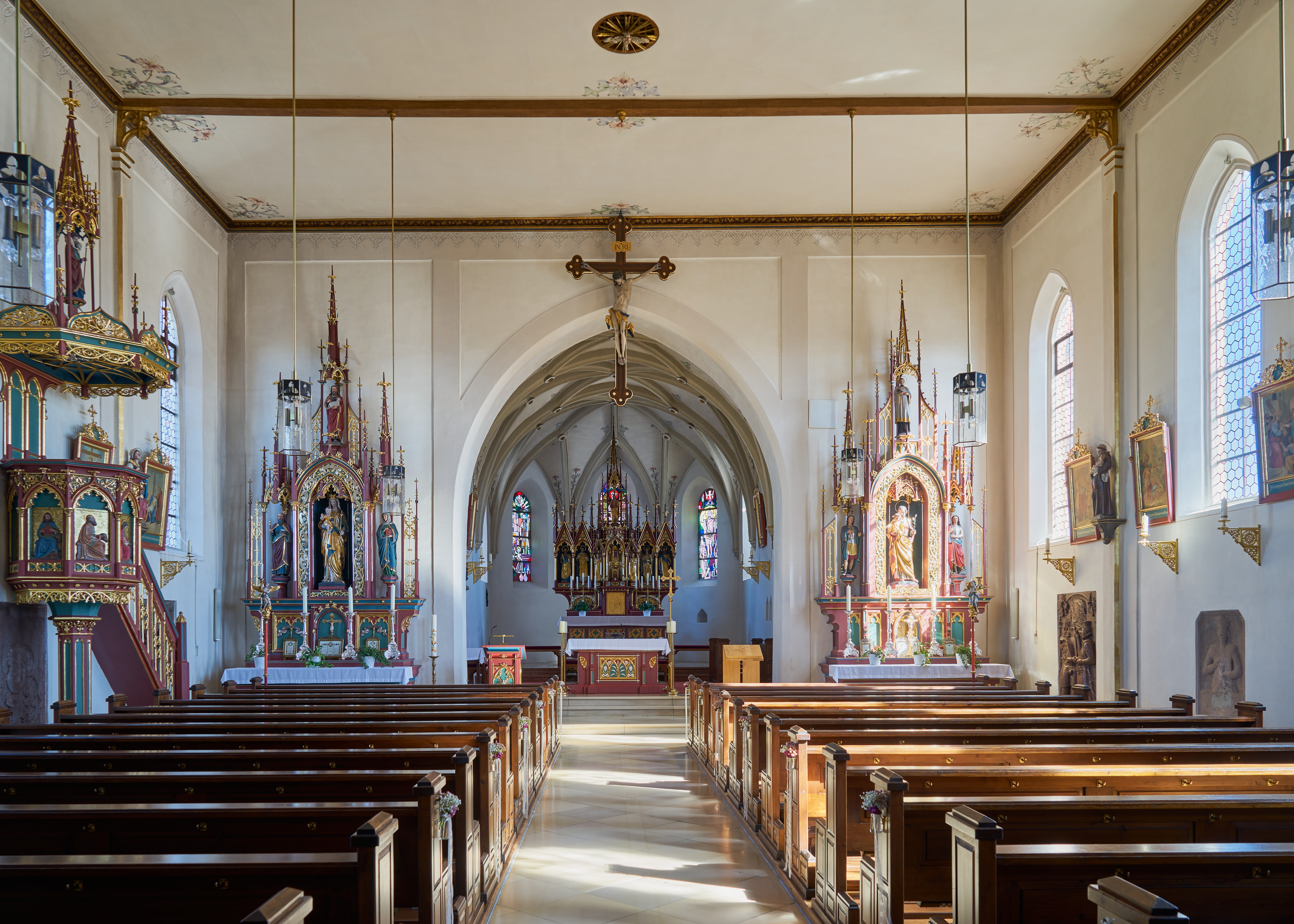
Blick zum Chor

Die römisch-katholische Pfarrkirche St. Laurentius in Falkenberg im niederbayerischen Landkreis Rottal-Inn ist ein neugotischer Bau von 1857 unter Einbeziehung älterer Teile, insbesondere des spätgotischen Altarhauses. Die Kirche ist als Baudenkmal mit der Nummer D-2-77-119-1 beim Bayerischen Landesamt für Denkmalpflege eingetragen.

## Geschichte
Der mittelalterliche Turmunterbau der Kirche stammt vermutlich noch aus dem 13. Jahrhundert, also aus romanischer Zeit. Der spätgotische Chor wurde dagegen im 15. Jahrhundert im spätgotischen Stil errichtet. Die übrigen Gebäudeteil entstanden im Jahr 1857 im neugotischen Baustil. Die spätgotische Kirche wurde auf einer ehemaligen Schlosskapelle aufgebaut, wobei das heutige Presbyterium ein Teil dieses Kirchleins war. Unter diesem Presbyterium befindet sich eine Gruft, in der einige Ritter der Tattenbacher in metallenen Särgen beerdigt wurden.
In den 1960er Jahren wurde die Kirche renoviert, wobei viele Wandmalereien und die beiden Seitenaltäre verloren gingen. Dadurch entstand das heute eher karge Aussehen des Kircheninneren. In den Jahren 1995 bis 1997 wurde die Kirche erneut renoviert, wobei der Dachstuhl und der Turm im Vordergrund standen; des Weiteren wurden neue Deckengemälde angefertigt und die ehemaligen Seitenaltäre und die Kanzel restauriert und wieder aufgebaut. Nach der Kirchenrenovierung wurde 1999 eine neue Orgel in Auftrag gegeben, welche am 16. September 2001 eingeweiht werden konnte.

## Orgel
Die Vorgängerorgel war ein Instrument mit einem Manual und acht Registern aus dem Jahr 1906 und stammte von Willibald Siemann.
Die 2001 durch Thomas Jann Orgelbau eingebaute Schleifladenorgel mit insgesamt 19 Registern auf zwei Manualen und Pedal besitzt eine rein mechanische Spiel- und Registertraktur. Die Disposition lautet wie folgt:
| I Hauptwerk C–g3 |           |       |
| 1.               | Principal | 8′    |
| 2.               | Gedeckt   | 8′    |
| 3.               | Octave    | 4′    |
| 4.               | Holzflöte | 4′    |
| 5.               | Octave    | 2′    |
| 6.               | Mixtur IV | 1 ⁄3′ |
| 7.               | Trompete  | 8′    |

| II Schwellwerk C–g3 |              |        |         |
| 8.                  | Rohrflöte    | 8′     |         |
| 9.                  | Salicional   | 8′     |         |
| 10.                 | Voix celeste | 8′     | (ab c0) |
| 11.                 | Blockflöte   | 4′     |         |
| 12.                 | Quinte       | 2 ⁄3′  |         |
| 13.                 | Traversflöte | 2′     |         |
| 14.                 | Terz         | 1 3⁄5′ |         |
| 15.                 | Oboe         | 8′     |         |
|                     | Tremulant    |        |         |

| Pedal C–f1 |           |     |
| 16.        | Subbaß    | 16′ |
| 17.        | Octavbaß  | 8′  |
| 18.        | Bassflöte | 8′  |
| 19.        | Fagott    | 16′ |

- Koppeln: I/II, I/P, II/P
- Spielhilfen: Organo pleno an/ab für die Register 1, 3, 5, 16 und 17 als Tritt

Im Jahre 2020 wurde die Orgel durch die Erbauerfirma Thomas Jann (Allkofen) einer Generalreinigung unterzogen und durch Lothar und Traute Banzhaf (Husum) neu intoniert.

## Umgebung

### Friedhof
Rund um die Pfarrkirche befindet sich der alte Dorffriedhof. Er ist von einer im Kern spätmittelalterlichen Mauer umgeben, die beim neugotischen Kirchenbau 1857 erneuert wurde. Die neugotische Friedhofskapelle dürfte um dieselbe Zeit erbaut worden sein. Der Bau mit Dachreiter und Treppengiebel enthält auch eine Lourdesgrotte, die noch im 19. Jahrhundert eingerichtet wurde.

### Pfarrhof
Das alte Pfarrhaus von Falkenberg wurde in den Jahren 1841 und 1842 erbaut; die Nebengebäude waren noch älter. An einem Getreidespeicher war die Jahreszahl 1616 über dem Tor eingebrannt, was ein Zeichen dafür ist, dass der Pfarrhof den Dreißigjährigen Krieg unbeschadet überstanden hat. Durch Beschädigungen am Pfarrhaus im Zweiten Weltkrieg und Unwetterschäden an den Nebengebäuden war der Pfarrhof lange Zeit nicht mehr bewohnbar und wurde inzwischen abgerissen. 1994 wurde ein neues Pfarrhaus in der Gangkofener Straße 2 errichtet.